# Каптурниця срібна
Каптурниця срібна (Cucullia argentea) — вид комах з родини Noctuidae.

## Морфологічні ознаки
Розмах крил 31–41 мм. Передні крила зелені зі сріблястими загостреними плямами біля основи, в серединному полі та біля вершини крила. Кругла та ниркоподібна плями сріблясті всередині, через них проходить чорно-зелений штрих. Задні крила білі, біля зовнішнього краю оливково-бурі. Торочка на обох парах крил біла.

## Поширення
Європа та палеарктична Азія крім півночі: Кавказ, південний Урал, Сибір, Середня та Центральна Азія, Далекий Схід, Монголія, Манчжурія, Корея та Японія. 
В Україні поширений на Поліссі, у Лісостепу та Степу.

## Особливості біології
Дає 1 генерацію на рік. Літ імаго спостерігається з кінця травня до серпня. Гусінь розвивається на різних видах полину, дорослу гусінь можна знайти у вересні–жовтні. Заселяє цілинні ділянки степу, сухі луки, галявини, узлісся, на півночі та заході ареалу — піщані арени.

## Загрози та охорона
Загрози: розорювання степів і лук.
Охорона не проводиться. Необхідно зберегти цілинні ділянки степу та сухі луки.